# Warren Township (comté de Bremer, Iowa)
Warren Township est un township, du comté de Bremer en Iowa, aux États-Unis,.

## Source de la traduction
- (en) Cet article est partiellement ou en totalité issu de l’article de Wikipédia en anglais intitulé « Warren Township, Bremer County, Iowa » (voir la liste des auteurs).